# 國枝忠雄
國枝 忠雄（くにえだ ただお、1917年3月25日 - 2015年1月10日）は、日本の実業家。中部日本放送社長を務めた。富山県富山市出身。

## 経歴・人物
高岡高等商業学校を経て、1944年に九州帝国大学社会学科卒業。同年に日本放送協会に入社した。しかし、1950年に公職追放を受けたことにより解雇され、1952年に小嶋源作の紹介により、中部日本放送に入社した。
東京支社長、取締役、常務、専務を経て、1975年12月に社長に就任した。1987年6月から副会長に就任し、1989年6月から相談役に就任した。
1980年に藍綬褒章を受章し、1987年に勲二等瑞宝章を受章した。また、1979年にイタリア政府から「共和国有功勲章コンメダトーレ章」を受章し、1982年にオーストリア大使館からオーストリア大栄誉金章を受章し、1985年にフランス政府から国家功労章を受章した。
2015年1月10日胃がんのために死去。97歳没。